# 生ける信徒共同体
生ける信徒共同体（ドイツ語: ChristusBewegung LebendigeGemeinde）は、ヴュルテンベルク福音主義州教会内の敬虔主義キリスト者による州教会総会内会派であり、2011年までルートヴィヒ・ホーファッカー連盟と呼ばれていた。生ける信徒共同体はヴュルテンベルクの敬虔主義に結びついた信徒共同体運動と信仰復興運動、並びに社会奉仕、伝道活動に関係する集会を担っている。

## 概要
生ける信徒共同体は、ヴュルテンベルク福音主義州教会総会内会派の名称である。州教会総会内会派は議会における政党党派に比較しうる存在である。生ける信徒共同体は現在ヴュルテンベルクの敬虔主義者と福音主義的集合、 CVJM ヴュルテンベルク支部、女性伝道フォーラム、歩みだす教会、家庭集会運動体と呼ばれる様々な信徒共同体の利益を州教会総会で代表する。
様々な敬虔主義集団が一つの州教会総会内会派にまとめられていた。それがルートヴィヒ・ホーファッカー連盟のはじまりである。この信徒組織はヴュルテンベルクの牧師ルートヴィヒ・ホーファッカー (1798-1828)の名に由来する。ルートヴィヒ・ホーファッカーはシュトゥットガルトのレオンハルト教会牧師補になった後、リーリングハウゼンの牧師に就任した。ヴュルテンベルクの敬虔主義に裏づけられた信仰復興運動の先覚者である。「自分を誇るのではなく、イエスを誇ろう、我々の教会のために務めを果たそう」がルートヴィヒ・ホーファッカー連盟のスローガンである。ヴュルテンベルク福音主義州教会ナゴルト地区長ラルフ・アルブレヒト(1964年生まれ)が会派指導部の議長である。ルートヴィヒ・ホーファッカー連盟はドイツ福音主義教会信仰共同体協議会の会員であり、創立時から加盟している。

## 活動
生ける信徒共同体は夜間聖書学校とキリスト教教育会議と教会共同体での講演会を支援している。毎年、クリストスターク、青年伝道協議会、ヴュルテンベルク地区会議を開催している。信徒集会Pro Christや新しく始まった「イエスの家」等の伝道活動を支援することで、イエスキリストへの信仰を得られるように活動している。

## 教会政治における働き
生ける信徒共同体は2001年以降においてヴュルテンベルク福音主義州教会総会における有力会派である。この会派は伝道活動の更なる強化、聖書に信頼を置く神学に立脚することを州教会に求めている。会派のポリシーとして生ける信徒共同体は保守的見解を主張している。

## 出版活動
ルートヴィヒ・ホーファッカー連盟は説教黙想雑誌 Zuversicht und Stärke とヴュルテンベルクにおける説教者向け双書を発行している。無料で季刊雑誌 Lebendige Gemeinde をグループの活動とヴュルテンベルク福音主義州教会内の重要な動きを生ける信徒共同体の立場に立って知らせるために発行している。